# Государыня и разбойник
«Государыня и разбойник» — российский фильм 2009 года режиссёра Екатерины Толдоновой.

## Сюжет
Сюжет строится вокруг возможной встречи Екатерины Великой и Емельяна Пугачёва, во время которой они говорят о судьбе России.

Придуманная мною историю о встрече императрицы и бунтаря Емельяна Пугачёва. Мне показалось, что Екатерине было бы интересно увидеть и побеседовать с Пугачёвым, и основу картины составляют допросы, учиненные государыней разбойнику— режиссёр фильма
Режиссёр называет свой фильм философской притчей — «размышлением на тему нашей национальной идентичности». Фильм фактически представляет собой своего рода диалог между императрицей и бунтарём: герои говорят об отношениях народа и власти, возможности построения в России демократии, о необходимости перемен, о русском человеке вообще.

## В ролях
- Алёна Ивченко — Екатерина II
- Дмитрий Муляр — Емельян Пугачёв
- Александр Арсентьев — Григорий Потёмкин
- Анатолий Узденский — князь Вяземский
- Александр Маркелов — князь Голицын
- Станислав Житарев — Нарышкин
- Олег Цветанович — Захар Чернышёв, граф, генерал-фельдмаршал
- Николай Рябков — Гавриил, митрополит
- Евгений Дамчевский — Платон, митрополит
- Дмитрий Ершов — Иван Панфилов, духовник Екатерины II
- Георгий Столяров — Бецкой, личный секретарь Екатерины II
- Сергей Селиванов — Самойлов
- Богдан Берзиньш — Пётр III
- Константин Степанов — палач
- Виталий Вашедский —Трофим
- Ирина Померанцева — Салтычиха
- Ирина Гордина — Софья Недюжева, жена Пугачёва
- Дарья Родионова — дочь Пугачёва
- Игорь Данковцев — Олсуфьев
- Василий Шемякинский — Долговолов

## Фестивали и награды
- XII кинофестиваль «Бригантина» (Бердянск, 2009) — приз «За лучший сценарий».
- XVII кинофестиваль «Окно в Европу» (Выборг, 2009) — участие в основной конкурсной программе из двенадцати фильмов, без призов.
- IX фестиваль исторических фильмов «Вече» (Великий Новгород, 2009) — приз «Вера» за «самобытный взгляд на российскую историю».